# Wolskowie

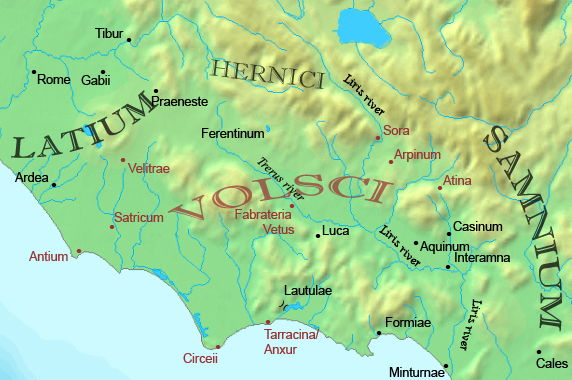
Osady wolskie oznaczono kolorem czerwonym

Wolskowie – plemię italijskie (umbryjskie bądź oskijskie), które zamieszkiwało południową część Lacjum nad rzeką Liris (Garigliano). Ich głównym ośrodkiem była Ecetra. 
Wolskowie prowadzili wojny z Rzymem w V i IV w. p.n.e. Starcia z Rzymianami zakończyły się ostatecznie klęską Wolsków w 338 p.n.e. a ich osady – takie jak Antium (w 338 p.n.e.), Anxur (w 329 p.n.e.), Sora (w 303 p.n.e.) – zamieniono w kolonie. Język Wolsków, w którym zachował się jeden napis w formie inskrypcji na tablicach z brązu, znalezionych w Velitrae, zbliżony był do języka umbryjskiego.